# Бињ Фиок
Бињ Фиок (виј. Bình Phước) је једна од 58 покрајина Вијетнама. Налази се у региону Југоисток (Вијетнам). Заузима површину од 6.883,4 km². Према попису становништва из 2009. у покрајини је живело 873.598 становника. Главни град је Донг Соај.